# 32571 Brayton
32571 Brayton è un asteroide della fascia principale. Scoperto nel 2001, presenta un'orbita caratterizzata da un semiasse maggiore pari a 3,1381343 UA e da un'eccentricità di 0,2454595, inclinata di 6,73906° rispetto all'eclittica.